# Бишкаинский сельсовет
Бишкаинский сельсовет — муниципальное образование в Аургазинском районе Республики Башкортостан  Российской Федерации.

## История
Согласно «Закону о границах, статусе и административных центрах муниципальных образований в Республике Башкортостан» имеет статус сельского поселения.

## Население
| 2002  | 2009  | 2010  | 2012  | 2013  | 2014  | 2015  |
| ----- | ----- | ----- | ----- | ----- | ----- | ----- |
| 1307  | ↘1233 | ↘1196 | ↘1172 | ↘1166 | ↘1154 | ↘1135 |
| 2016  | 2017  |       |       |       |       |       |
| ↘1116 | ↘1095 |       |       |       |       |       |

## Состав сельского поселения
| № | Населённый пункт | Тип населённого пункта       | Население |
| - | ---------------- | ---------------------------- | --------- |
| 1 | Бишкаин          | село, административный центр | ↘1150     |
| 2 | Поташевка        | деревня                      | ↘25       |
| 3 | Белогорский      | деревня                      | ↗15       |
| 4 | Белогорский      | хутор                        | ↘6        |
| 5 | Пушкинский       | хутор                        | →0        |